# Taxe sur les nuisances sonores aériennes
Lire en ligne

Lire sur Légifrance

La taxe sur les nuisances sonores aériennes (TNSA) est une taxe française créée en 1992 dont le produit est affecté au financement des travaux d'insonorisation des bâtiments.

## Historique

### Taxe d'atténuation des nuisances sonores au voisinage des aérodromes (1993-1998)
Pour tenter de réduire la nuisance sonore, une loi « Bruit » est votée en 1992 afin de mettre en place une politique à la fois préventive et curative dans le domaine des transports terrestres et aériens. L'article 16 de la loi nº 92-1444 du 31 décembre 1992 relative à la lutte contre le bruit institue la taxe d'atténuation des nuisances sonores au voisinage des aérodromes destinée à financer un dispositif d'aide à l'insonorisation des logements riverains des plus grands aérodromes français. L'attribution de cette aide financière est confiée à l'Agence  de l’environnement et de la maîtrise de l’énergie (ADEME).

### Taxe générale sur les activités polluantes (1999-2003)
L'article 30 du projet de loi de finances pour 1999 prévoit le regroupement des cinq taxes d'environnement existantes en une seule taxe, appelée taxe générale sur les activités polluantes (TGAP). Il s'agit de :
- la taxe sur les déchets industriels spéciaux ;
- la taxe sur le stockage des déchets ménagers et assimilés ;
- la taxe parafiscale sur la pollution atmosphérique acquittée par les grandes installations de combustion;
- la taxe parafiscale sur les huiles de base ;
- la taxe d'atténuation des nuisances sonores au voisinage des aérodromes.

Ces diverses taxes, dont le produit était inscrit au budget de l'ADEME sont affectées, à partir du 1er janvier 1999, au budget de l'État,.

### Taxe sur les nuisances sonores aériennes (2004-…)
Fin 2003, le Parlement adopte, dans le cadre de la loi de finances rectificative pour 2003, des mesures fiscales qui ont notamment trait aux nuisances sonores aériennes. À partir du 1er janvier 2004, la gestion des dossiers d'aide à l'insonorisation des riverains aéroportuaires est confiée aux gestionnaires d'aéroports, l'ADEME en étant dessaisie. À compter du 1er janvier 2005, le volet bruit de la TGAP est remplacé par une taxe spécifique aux nuisances sonores aéroportuaires, dénommée taxe sur les nuisances sonores aériennes (TNSA).
En 2011, deux nouveaux aérodromes (aérodromes de Beauvais-Tillé et Paris-Le Bourget) sont soumis à la TNSA. Ils rejoignent les neuf aérodromes mentionnés par l'arrêté du 26 décembre 2007,.
Le 19 juin 2013, vingt-trois députés déposent trois amendements au projet de loi de finances rectificative de l’année 2014, visant à supprimer le plafonnement de la taxe. Tous ces amendements seront rejetés.
En 2014, l'Inspection générale des finances liste le prélèvement spécial parmi les 192 taxes à faible rendement. La mission recommande le maintien de la taxe tout en indiquant qu'« un alignement avec l’assiette de la taxe d’aéroport est nécessaire afin de réduire la complexité de la taxe. Par ailleurs, l’affectation pourrait n’être maintenue que temporairement ».
L'arrêté du 18 février 2015 fixe à zéro le montant de la taxe pour l'aéroport de Strasbourg-Entzheim car toutes les demandes de financement ont été pourvues. En décembre 2015, l'aéroport de Strasbourg-Entzheim est définitivement retiré de la liste puisqu'il ne remplit plus la condition de 20 000 mouvements d’avions de plus de 20 tonnes au cours de l’une des cinq dernières années.
Le 1er janvier 2017, le plafond de la TNSA passe de 47 à 55 millions d'euros par an,,. Le surplus collecté est affecté au budget de l’État. L'association nationale d'élus « Ville et aéroport » s'est réjouie de cette hausse tout en déplorant que le déplafonnement de la taxe adopté en première lecture n'ai pas été confirmé. « La TNSA n’est pas une taxe affectée stricto sensu comme le pense le gouvernement car elle ne sert pas au fonctionnement d’un établissement public ou d’une agence mais à la réparation d’un préjudice selon le principe pollueur-payeur ».
Dans son rapport annuel 2019, l'Autorité de contrôle des nuisances aéroportuaires (ACNUSA) indique que les aéroports de Montpellier-Méditerranée et de Lille-Lesquin s'approchent du seuil des 20 000 mouvements annuels d’aéronefs de plus de 20 tonnes, ce qui les assujettiraient à la TNSA,. L'aérodrome de Lille-Lesquin se retrouve effectivement soumis à la taxe à compter du 1er juillet 2020.

## Caractéristiques

### Redevables
La TNSA, codifiée à l'article 1609 quatervicies A du code général des impôts, fait partie des quatre taxes aéronautiques :
- Taxe de l’aviation civile ;
- Taxe de solidarité sur les billets d’avion ;
- Taxe d’aéroport ;
- Taxe sur les nuisances sonores aériennes.

Elle est due par les compagnies aériennes. Cette taxe répond au principe pollueur-payeur, de sorte que les avions les plus bruyants aux heures qui gênent le plus les riverains sont les plus taxés. Le montant de la taxe dépend du groupe de classification acoustique de l’aéronef concerné, de sa masse au décollage et de l’heure de décollage. En sont exonérés les aéronefs de masse maximale au décollage inférieure à 2 tonnes et les aéronefs d'État ou participant à des missions de protection civile ou de lutte contre l'incendie. Par exemple, à Paris-Orly en 2009, un Airbus A340 devait s'acquitter de 688 d'euros pour un décollage de nuit, tandis que la TNSA d'un Boeing 747-400, nettement plus bruyant, était facturée 14 640 euros.
L'arrêté du 15 mai 2020 fixe le nombre d'aéroports redevables de la taxe à onze,. Cela donne trois groupes à compter du 1er juillet 2020 :
- les aérodromes de Paris-Charles-de-Gaulle, Paris-Orly, Paris-Le Bourget et de Nantes-Atlantique pour lesquels les tarifs de la TNSA sont compris entre 20 et 40 euros ;
- l'aérodrome de Toulouse-Blagnac, pour lequel le tarif de la TNSA est de 20 euros ;
- les autres aérodromes (Beauvais-Tillé, Bordeaux-Mérignac, Lille-Lesquin, Lyon-Saint Exupéry, Marseille-Provence et Nice-Côte d'Azur) pour lesquels la TNSA est due à un tarif inférieur à 10 euros.

### Bénéficiaires
L'argent collecté permet de financer des diagnostics acoustiques ainsi que les travaux d'insonorisation de bâtiments situés dans le plan de gêne sonore. Cela comprend :
- les logements individuels,
- les logements collectifs (à l'exception des hôtels),
- les établissements d'enseignements,
- les locaux à caractère sanitaire et social.

Son produit est de 49,5 millions d'euros en 2019, dont 18,3 millions (37 %) payés par le groupe Air France (Air France, Air France Hop! et Transavia France),.